# Österreichischer Bauherrenpreis 1971
Mit dem Österreichischen Bauherrenpreis der Zentralvereinigung der Architekten Österreichs wurden im Jahr 1971 die folgenden Projekte ausgezeichnet:
| Realisierung                                                      | Bauherr | Planer                                                       |
| ----------------------------------------------------------------- | --- | ------------------------------------------------------------ |
| Ausstellung Haus-Rucker-Co im Museum des 20. Jahrhunderts in Wien | Alfred Schmeller | Haus-Rucker-Co Laurids Ortner Günter Kelp                    |
| Hallstätter Tunnel in Hallstatt                                   | Landesbaudirektion Oberösterreich mit Direktor Wilhelm Aichhorn                                                                    | Landesbaudirektion mit Wilhelm Aichhorn                      |
| Projekt Stubenbergsee in Stubenberg                               | Gemeinde Stubenberg mit Bürgermeister Peter Höfler und die Fachabteilung Wasserbau der Landesregierung Wirkl. Hofrat Friedrich Dub | Fachabteilung Wasserbau der Steiermärkischen Landesregierung |
| Dampfkraftwerk Werndorf-Neudorf in Werndorf                       | STEWEAG Steirische Wasserkraft- und Elektrizitäts-AG mit Ludwig Musil                                                              | L. Musil                                                     |
| Zemmkraftwerk Tirol, Zemmtal in Brandberg (Tirol)                 | Tauernkraftwerke AG Konrad Aufhammer, Fritz Gschaider, Friedrich Nyvelt, Baudirektor Werner Schwarz                                | Tauernkraftwerke AG                                          |

Die Jury bildeten Bernstein, Brunbauer, Purr, Stein, Wieden, Zwick.